# ژیگو
ژیگو (به فرانسوی: Gigot) یک غذای گوشتی کشور فرانسه است. گوشت ژیگو باید نرم و از ران گوسفند یا گوساله جوان باشد.  ژیگو را با روغن، نمک، سبزی معطر و سیر طبخ می‌کنند.